# Женски организъм
Женски организъм е еднополов организъм от женски пол – произвеждащ по-големите гамети. При повечето животни полът на отделните организми е генетично предопределен, като при много бозайници, включително при хората, той се определя от наличието или отсъствието на специфична Y-хромозома, която задава увеличеното производство на тестостерон, нужно за развитието на мъжки размножителни органи.

## Вижте още
- Жена